# Neolarra rozeni
Neolarra rozeni là một loài Hymenoptera trong họ Apidae. Loài này được Shanks mô tả khoa học năm 1978.